# へびつかい座ベータ星
へびつかい座β星（へびつかいざベータせい、β Oph / β Ophiuchi）は、へびつかい座の恒星で3等星。

## 概要
この星の東側には、今はもう使われなくなった「ポニアトフスキーのおうし座」と呼ばれる星座があった。ドップラー法によって、0.26日、13.1日、及び142日の微小な振動が観測されている。142日の周期は自転によって黒点が見えたり見えなくなったりすることで起こるものと考えられているが、13.1日の周期は原因がわかっていない。
1996年に、ドップラー分光法の観測によって、太陽系外惑星が存在する可能性が指摘されている。
| 名称 （恒星に近い順） | 質量  | 軌道長半径 （天文単位） | 公転周期 (日) | 軌道離心率 | 軌道傾斜角 | 半径 |
| --------------------- | ----- | ----------------------- | ------------- | ---------- | ---------- | ---- |
| b (未確認)            | ≥1 MJ | ≥0.6                    | 142.3         | —          | —          | —    |

## 名称
固有名のケバルライ (Cebalrai) は、アラビア語で「羊飼いの犬」を意味する karb al-rāʿī に由来する。α星を羊飼いに、暗い星々を羊に見立てたアステリズムの一部であった。2016年8月21日、国際天文学連合の恒星の命名に関するワーキンググループ (Working Group on Star Names, WGSN) は、Cebalrai をβ星の固有名として正式に承認した。